# Alaska Native Regional Corporations
Alaska Native Regional Corporations (Alaska Native Corporations ou ANCSA Corporations) são empresas que foram criadas em 1971 por meio do Alaska Native Claims Settlement Act (ANCSA), como forma de encerrar as queixas dos povos originários do Alaska.

## Empresas
- Ahtna, Incorporated
- The Aleut Corporation (TAC)

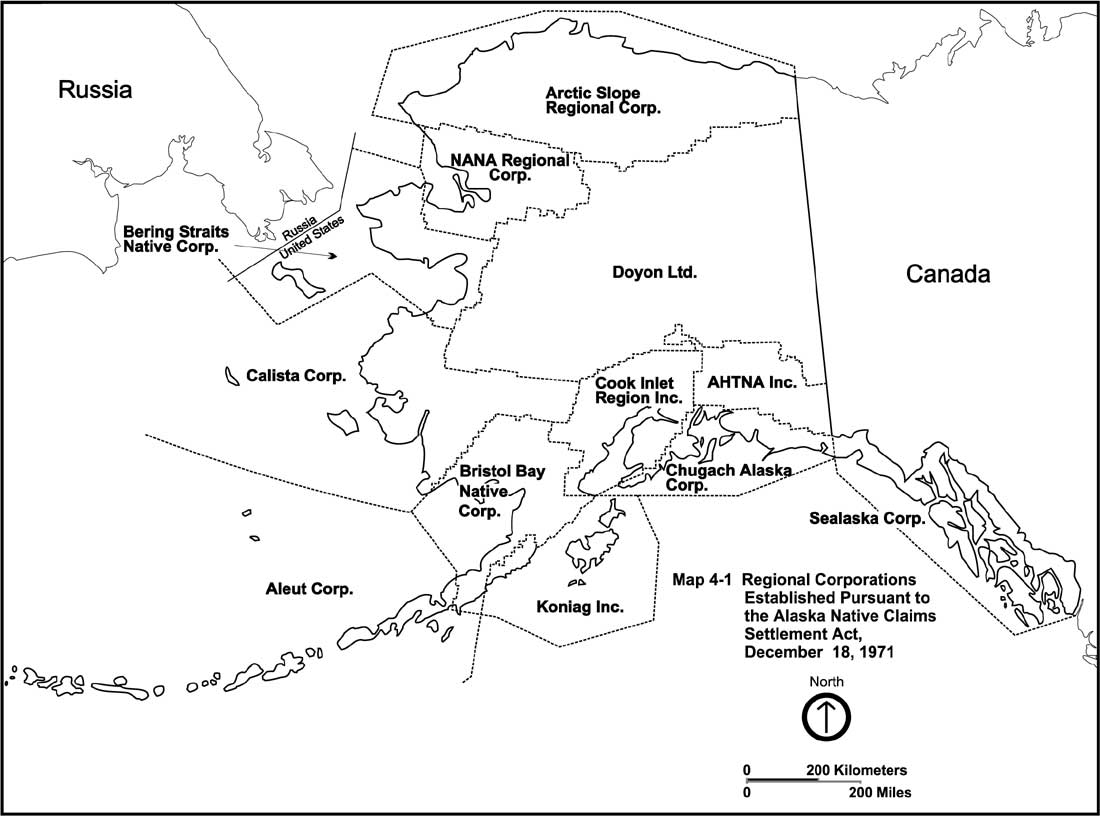
Regional corporations criadas pelo Alaska Native Claims Settlement Act.

- Arctic Slope Regional Corporation (ASRC)
- Bering Straits Native Corporation (BSNC)
- Bristol Bay Native Corporation (BBNC)
- Calista Corporation
- Chugach Alaska Corporation (CAC)
- Cook Inlet Region, Inc. (CIRI)
- Doyon, Limited
- Koniag, Incorporated
- NANA Regional Corporation (NANA)
- Sealaska Corporation
- The 13th Regional Corporation